# Burgstall Wutzelstein

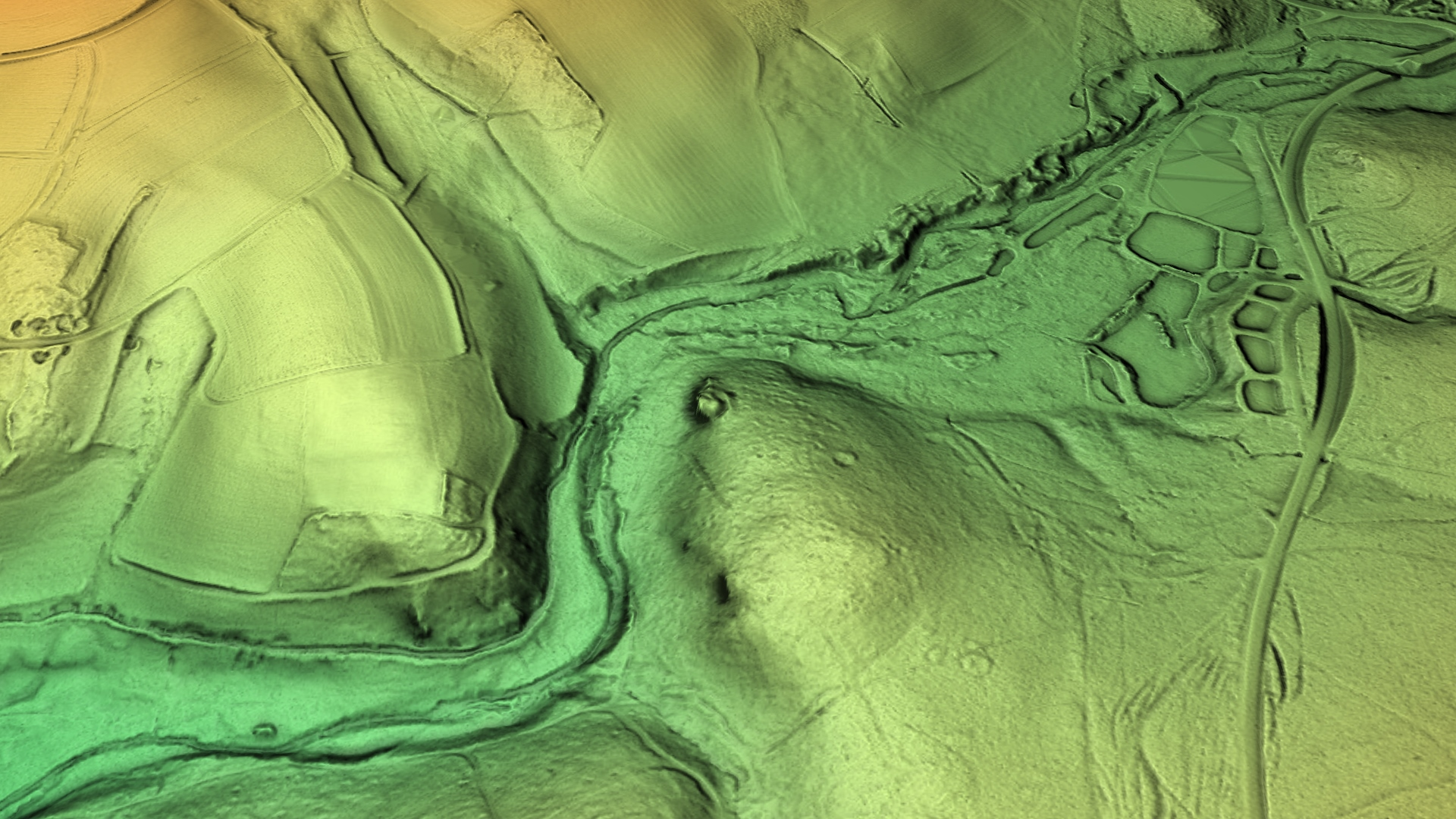
3D-Ansicht des digitalen Geländemodells

Der Burgstall Wutzelstein, auch Turmhügel Teunz genannt, befindet sich in der Oberpfälzer Gemeinde Teunz im Landkreis Schwandorf von Bayern. Der Burgstall der einstigen Höhenburg liegt ca. 2100 m ostnordöstlich von Teunz und 3000 m nordnordwestlich von Oberviechtach. Die Anlage wird als Bodendenkmal unter der Aktennummer D-3-6540-0012 im Bayernatlas als „mittelalterlicher Burgstall“ geführt. 

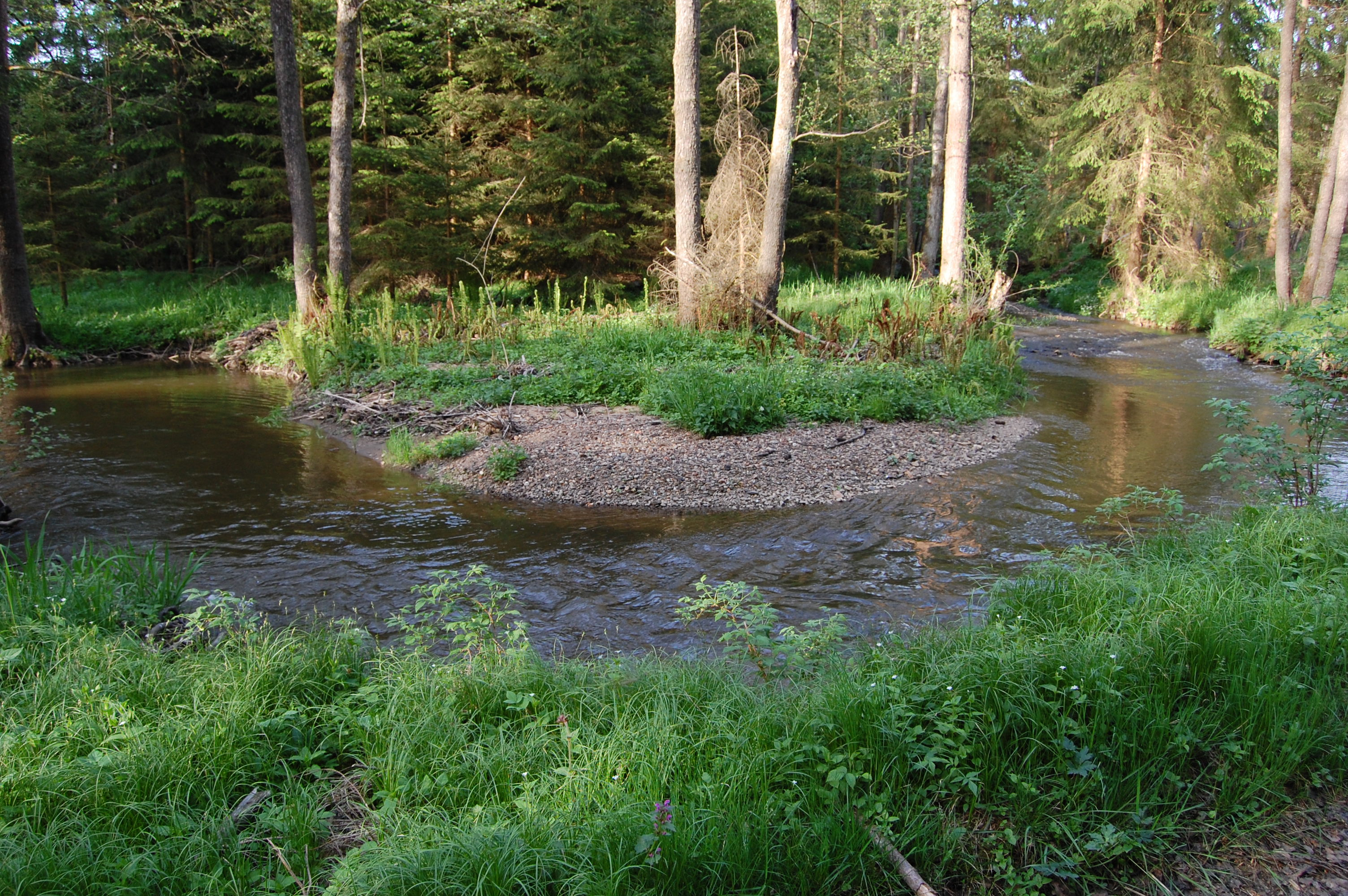
Murachschleife unterhalb des Wutzelsteins

## Beschreibung
In einer Schlinge der Murach endet nahe einer Straßengabelung einer Altstraße eine nach Nordwesten vorgeschobene Bergzunge mit dem nach Nordosten, Nordwesten und Südwesten steil gegen den Talboden abbrechenden Felsstock Wutzelstein. Gegenüber dem Talboden ist der Burgstall etwa 10 m erhöht und nimmt eine Grundfläche von 12 × 15 m ein. Nach Südosten ist er vom Rückland durch einen halbkreisförmigen Graben abgesetzt. Dessen Tiefe beträgt gegen den Burgstall 2 m und gegen das Rückland bis zu einem Meter. Diesem ist nach Norden noch der Ansatz eines weiteren Grabens vorgelegt, der vom Steilhang her nur ein kleines Stück in den Hals zwischen Burgstall und Hinterland reicht. Möglicherweise war der Hügelrand des Burgstalls mit Sträuchern (Hagbefestigung) oder Trockenmauern geschützt; in der Mitte der Fläche stand vermutlich ein Festes Haus, das aber nicht aus Steinquadern bestand, sondern allenfalls aus Bruchsteinen, dazu auch aus Lehmziegeln und Holzfachwerk. Diese Bauweise genügte als Schutz im frühen Hochmittelalter, bis die Waffentechnik (weiterentwickelte Armbrust) solchen Bauwerke gefährlich werden konnte und in der Folgezeit steinerne Burgen errichtet wurden.

## Geschichte

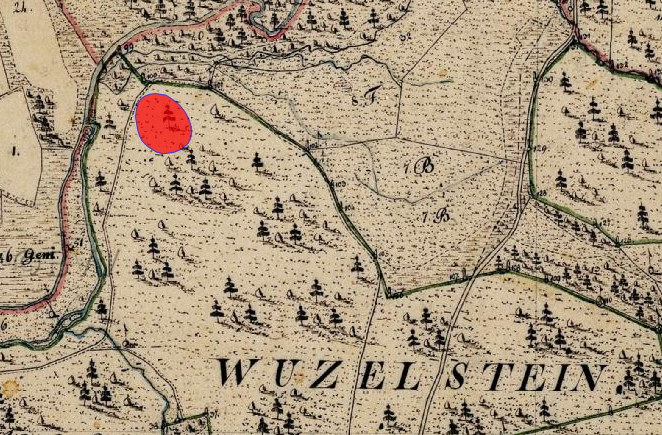
Lageplan von Burgstall Wutzelstein auf dem Urkataster von Bayern

Über die Geschichte dieses Burgstalls ist weiter nichts bekannt. Es wird aber vermutet, dass  es sich hier um die Turmhügelburg Teunz gehandelt hat. Die Anlage schützte die durch das Murachtal verlaufende Altstraße in Richtung  Schönsee, die sich unterhalb des Burgstalls mit der Straßenverbindung Oberviechtach – Fuchsberg – Tännesberg traf. In Teunz müsste sich der zum  Turmhügel gehörige Wirtschaftshof befunden haben. Da Teunz ein slawischer Name ist, muss der Erbauer des Turmhügels ein slawischer Ministeriale, eventuell aus dem Geschlecht der Walpoten gewesen sein, der in engem  Bezug zu den Schweinfurter Nordgaugrafen stand.